# Claes Isoz
Nils Per Claes Håkan Isoz, född 11 september 1969 i Bromma församling i Stockholms län, är en svensk militär.

## Biografi
Efter militär grundutbildning till fallskärmsjägare[källa behövs] avlade Isoz officersexamen vid Krigsskolan 1991 och utnämndes samma år till fänrik. Han befordrades 1995 till löjtnant vid Livregementets husarer. År 1996 avlade han civilingenjörsexamen vid Kungliga Tekniska högskolan i Stockholm och befordrades samma år till kapten, varpå han från 1996 tjänstgjorde som flygsystemingenjör vid Jämtlands flygflottilj. Efter befordran till major 2002 tjänstgjorde han vid Krigsförbandsledningen i Högkvarteret och 2003 blev han teknisk chef tillika chef för Flygunderhållsenheten vid Upplands flygflottilj. Efter genomgånget chefsprogram vid Försvarshögskolan 2007 blev han chef för Tekniksektionen i Logistikavdelningen i Produktionsledningen vid Högkvarteret och befordrades 2009 till överstelöjtnant. Han deltog i operation Atalanta som avdelningschef för CJ 1/4 (personal- och logistikfrågor) vid det operativa högkvarteret.
År 2015 befordrades han till överste, varefter han 2015–2017 var chef för Sektionen för uppföljning och analys i Planerings- och ekonomiavdelningen i Ledningsstaben vid Högkvarteret. Under 2017 tjänstgjorde han vid NATO Train, Advice, Assist Command Air i Kabul som rådgivare åt afghanska flygvapnet, varefter han 2017–2018 stod till förfogande i Flygavdelningen i Produktionsledningen vid Högkvarteret. 2018-2021 var Isoz chef för Norrbottens flygflottilj och Luleå garnison.
År 2022 blev Isoz chef för försvarslogistiken och befordrades till brigadgeneral.
Claes Isoz invaldes 2009 som ledamot av Kungliga Krigsvetenskapsakademien.